# 毛馬内の盆踊

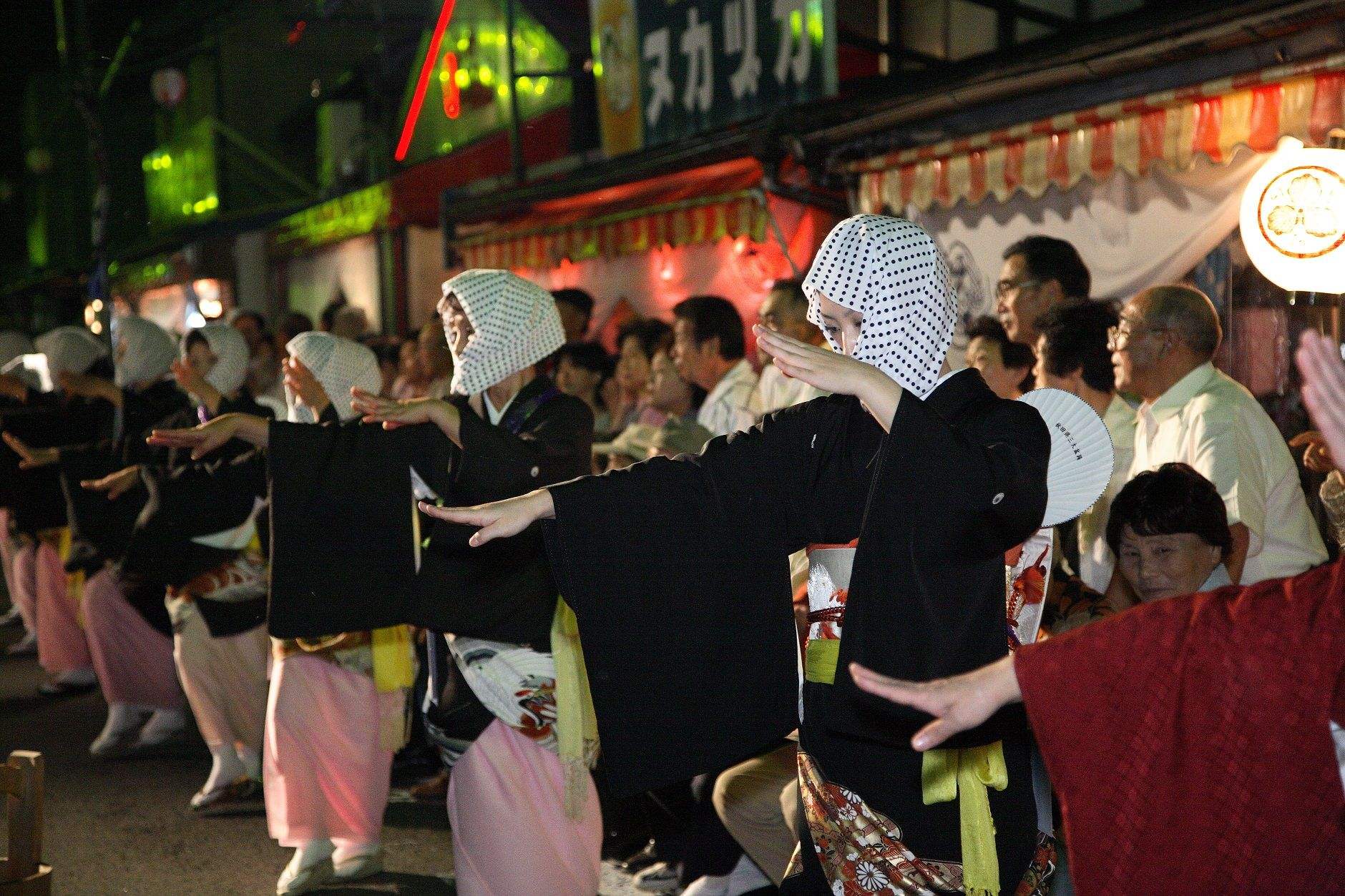
毛馬内盆踊りの風景

毛馬内の盆踊（けまないのぼんおどり）は、秋田県鹿角市十和田毛馬内で行われる重要無形民俗文化財に指定される盆踊りである。毎年8月21日から23日まで行われる。2022年11月30日にユネスコ無形文化遺産に指定された。
西馬音内の盆踊、一日市の盆踊と合わせて、秋田県の三大盆踊りに数えられる。

## 概要
以前は毛馬内盆踊りといわれていたが、平成10年（1998年）12月16日に国の重要無形民俗文化財に指定された頃より毛馬内の盆踊-北の盆-と称している。

## 歴史と伝承
毛馬内の盆踊は、情緒豊かで優雅な盆踊り。町内路上に篝火を焚き、その周りに細長い輪となり踊られる。呼び太鼓（高屋、大拍子、七拍子の3曲）の後、笛の囃子の大の坂踊り、唄のみの甚句踊りの順で踊る。大の坂踊りは明暦3年（1657年）に桜庭光秀が毛馬内に移封した頃すでに継承されていたとする説、京都の念仏踊りの流れを汲むという説があるが定かではない。
この地方は、南部藩時代に軍馬であった南部馬の産地として知られ馬の売買が厳しい管理体制下があり、馬皮製のこの地方特有の大太鼓が作られ、張りのある音色が聞ける。踊り手の衣装は、男は黒紋付きに水色の蹴出し、女は襦袢に鴇色の蹴出し、近年は江戸褄、訪問着、小紋など晴れ着を着て、顔は豆絞りの手拭いで頬被りをするなど、地域的特色に富んだ伝統的な盆踊りである。
昭和初期までは唄が付随していたが唄い手が途絶えた。甚句踊りの起源は、永禄8年（1565年）から永禄11年（1568年）にかけて、安東愛季が鹿角に攻め入った際、南部信直が三戸から出陣し愛季勢を領外に駆逐した。その折り、毛馬内で将卒の労をねぎらったものといわれている。
昭和後期までは上町、中町、下町、五軒町、萱町の5町で順番に5日間行われていた。一説に、衣装は藩政時代、男性も女性も、女性物の着物の晴れ着などを着て踊っていたという。

## アクセス
会場は秋田県道313号雪沢十和田毛馬内線を通行止めにして行われる。
- 東北自動車道 十和田ICから国道103号 - 国道282号（または市道・旧国道282号）約2km
- JR東日本 花輪線 十和田南駅から約2km